# 黃尖粉蝶
黃尖粉蝶（學名：Appias paulina），屬於粉蝶科（Pieridae）的一種蝴蝶。又名蘭嶼粉蝶、波江白蝶、衽環粉蝶、黑緣尖粉蝶、寶玲尖粉蝶。
分布範圍從印度延伸至薩摩亞，包括印尼、日本、馬來西亞、新喀里多尼亞、斯里蘭卡、泰國及澳洲。

## 描述
雄蝶頭部具毛，呈黃白色混褐色，觸角黑褐色帶白紋，下唇鬚與口器同為黑褐色混黃白色，腹面有毛。胸部黑褐色，背面覆鉛白毛，腹面偏白帶黃。腹部黑褐色，有白色鱗片，足亦覆白鱗。
前翅呈三角形，長28-35 mm，邊緣直、先端圓鈍。翅背面白色，前翅先端沿翅脈帶黑褐鱗；腹面後翅及外側帶黃色調。
雌蝶翅緣有深色斑，前翅具明顯暗色斜帶，腹面也帶深褐斑紋。

## 分佈
全球分布包括南印度、中南半島、東南亞、新幾內亞、澳洲北部及東部、新喀里多尼亞、新赫布里底群島、薩摩亞、日本八重山群島及臺灣。
臺灣主要分布在東北角、恆春半島及離島如龜山島、蘭嶼和綠島。

## 棲地
主要棲息於海岸林，一年多代。成蝶活動於海岸樹林邊緣及樹冠，喜訪花，雄蝶常群聚濕地吸水；幼蟲專食大戟科的臺灣假黃楊跟鐵色。

## 亞種

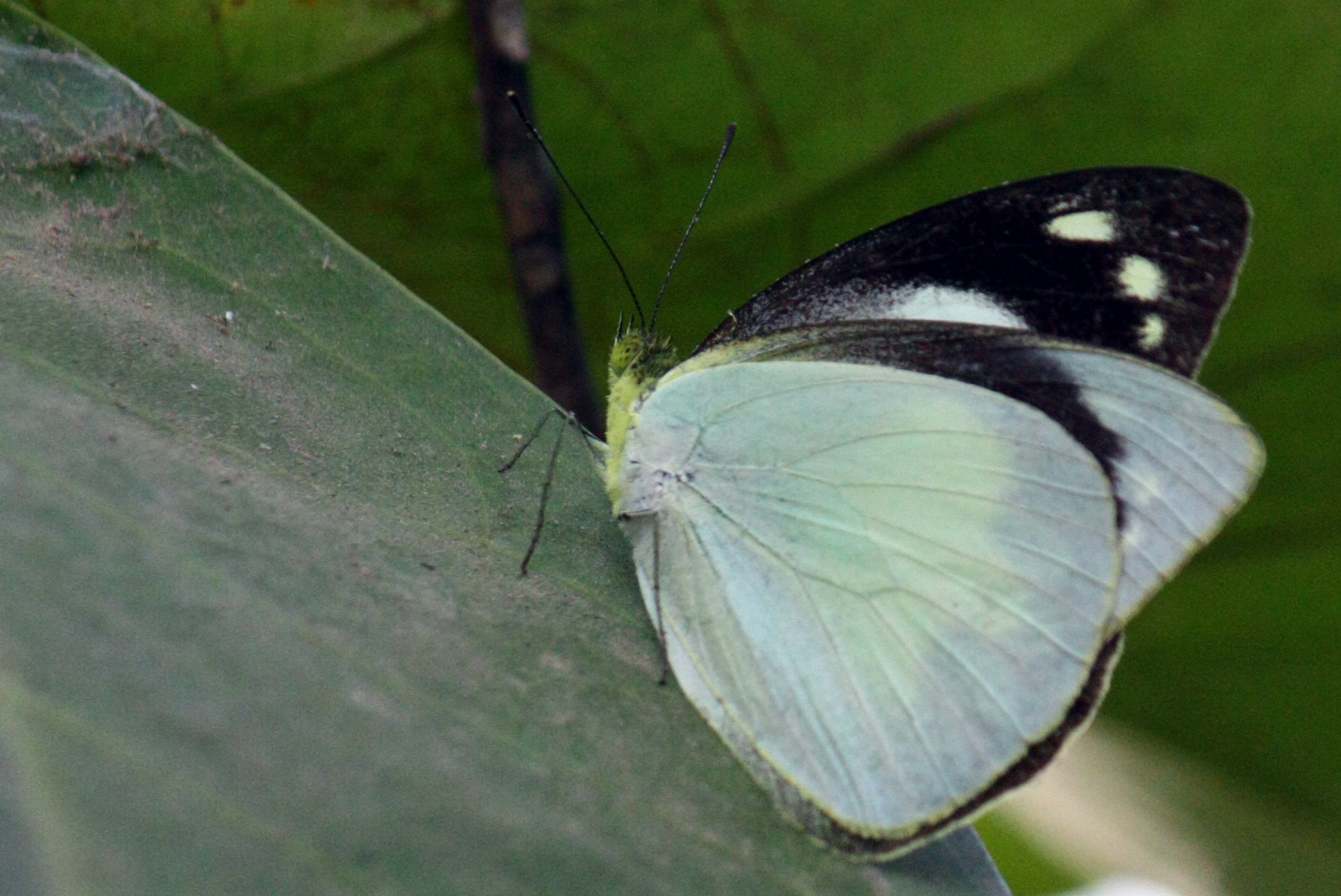
在斯里蘭卡巴提卡洛阿發現的Appias paulina

- Appias paulina galene（錫蘭）
- Appias paulina distanti
- Appias paulina griseoides（越南南部）
- Appias paulina grisea
- Appias paulina galathea（安達曼群島、尼科巴群島）
- Appias paulina minato（日本、台灣）
- Appias paulina ega（北領地至約克角半島）
- Appias paulina paula（韋塔島）
- Appias paulina eurosundana（帝汶）
- Appias paulina zoe（摩鹿加群島）
- Appias paulina falcidia（比亞克島）
- Appias paulina saina（西伊里安至巴布亞）
- Appias paulina cynisca（布魯島）
- Appias paulina micromalayana（爪哇東部、巴韋安島、塔寧巴爾群島）